# Теорема Ролля
Теорема Ро́лля (теорема о нуле производной) — теорема математического анализа, входящая, вместе с теоремами Лагранжа и Коши, в число так называемых «теорем о среднем значении». Теорема утверждает, что
| Если вещественная функция {\displaystyle f(x)}, непрерывная на отрезке {\displaystyle [a,b]} и дифференцируемая на интервале {\displaystyle (a,b)}, принимает на концах отрезка {\displaystyle [a,b]} одинаковые значения {\displaystyle f(a)=f(b)}, то на интервале {\displaystyle (a,b)} найдётся хотя бы одна точка {\displaystyle c}, в которой производная функции равна нулю: {\displaystyle f'(c)=0}. |

## Доказательство

Геометрический смысл теоремы Ролля

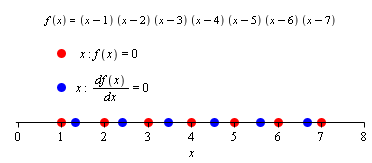
Следствие теоремы Ролля: между каждыми двумя последовательными корнями многочлена лежит корень его производной

Если функция на отрезке постоянна, то утверждение очевидно, поскольку производная функции равна нулю в любой точке интервала.
Если же нет, поскольку функция непрерывна на {\displaystyle [a,b]}, то согласно теореме Вейерштрасса, она принимает своё наибольшее или наименьшее значение в некоторой точке интервала, то есть имеет в этой точке локальный экстремум, и по лемме Ферма производная в этой точке равна 0.

## Геометрический и физический (механический) смысл
С геометрической точки зрения теорема утверждает, что если ординаты обоих концов гладкой кривой равны, то на кривой найдётся точка, в которой касательная к кривой параллельна оси абсцисс.
Механический смысл теоремы в том, что если некоторое тело в начальный и конечный моменты времени находилось в одной точке пространства, а между ними двигалось по прямой (или, иначе говоря, в одномерном пространстве), то хотя бы в один момент времени между ними его скорость была равна нулю (в простейшем случае оно двигалось в одном направлении, потом остановилось и двинулось в противоположном).

## Существенность условий теоремы и соответствующие контрпримеры
Все условия теоремы — непрерывность функции на отрезке, дифференцируемость на интервале и равенство значений на концах отрезка — существенны. При исключении каждого из этих условий легко подобрать контрпример, свидетельствующий, что заключение теоремы становится неверным.

## Следствия
- Если дифференцируемая функция обращается в нуль в {\displaystyle n} различных точках, то её производная обращается в нуль по крайней мере в {\displaystyle n-1} различных точках[1], причём эти нули производной лежат в выпуклой оболочке нулей исходной функции. Это следствие легко проверяется для случая действительных корней, однако имеет место и в комплексном случае.
- Если все корни многочлена {\displaystyle n}-й степени действительные, то и корни всех его производных до {\displaystyle n-1} включительно — также исключительно действительные.
- Теорема Лагранжа: дифференцируемая функция на отрезке между двумя своими точками имеет касательную, параллельную секущей/хорде, проведённой через эти две точки.